# ولیکو کرچمر
ولیکو کرچمر (به لاتین: Veliko Krčmare}} یک عوارض جغرافیایی در صربستان است که در Rača واقع شده‌است.

## خصوصیات
ولیکو کرچمر ۸۳۰ نفر جمعیت دارد.